# Европейская ряпушка
Европе́йская ря́пушка, или ри́пус, или килец (лат. Coregonus albula), — вид пресноводных рыб из рода сигов.
Размерами достигает 13—20 см, максимальная величина — до 35 см. По форме ряпушка несколько похожа на сельдь. Тело сильно сжато с боков; нижняя челюсть длиннее верхней и имеет выемку, в которую входит утолщённый конец верхней челюсти. Чешуя относительно крупная (по боковой линии от 67 до 98 чешуек). Цвет спины серо-голубой, бока серебристые, брюхо белое, спинной и хвостовой плавники серые, остальные белые или беловатые.
Ряпушка водится преимущественно в озёрах, реже попадается в реках, но также ловится в Ботническом и Финском заливах Балтийского моря. Предпочитает чистое песчаное или глинистое дно, держится в озёрах преимущественно на глубине, избегая очень тёплой воды. Область распространения ряпушки — Северная Россия и Финляндия (до 69° с. ш.), Скандинавия, Дания, Литва, Белоруссия, Германия, Шотландия. В России ряпушка встречается в больших северных озёрах, особенно Онежском, Чудском, Псковском, Белом, Ладожском, Плещеевом, Неро.

Пища ряпушки состоит преимущественно из мелких ракообразных (дафний, циклопов и др.), за которыми ряпушка часто выходит стаями на малую глубину. Нерест происходит поздней осенью и в начале зимы: в Чудском и Плещеевом озёрах с середины ноября до середины декабря, в северных озёрах — ранее (с сентября). Икра довольно мелкая (1,5 мм в диаметре) и относительно многочисленная (3600 у самок). На второй год, достигнув длины в 7 см, ряпушка уже способна к размножению. Весьма сильно вредит ряпушке колюшка, питающаяся молодью и икрой этой рыбы.

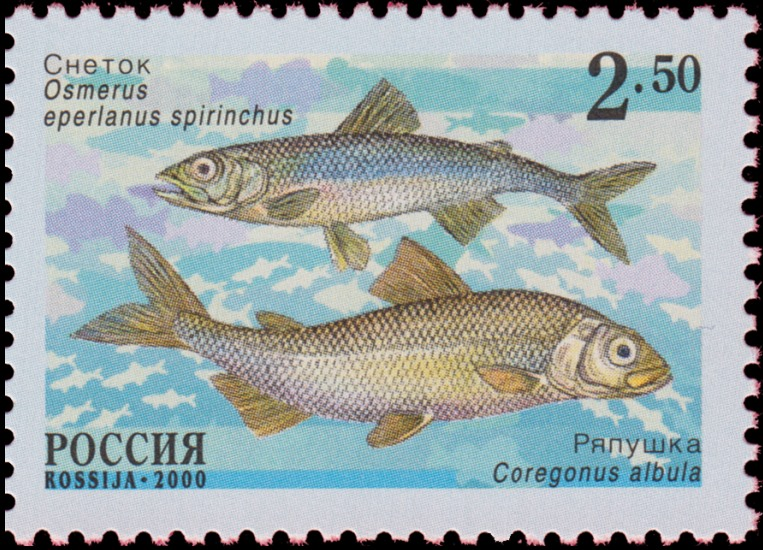
Ряпушка на почтовой марке

Несмотря на малую величину, ряпушка представляет предмет рыболовного промысла. Ряпушка употребляется в пищу свежей, солёной и копчёной; также употребляется в пищу её икра. Лов производится неводами различной конструкции; на крючок ряпушка попадается крайне редко. В Германии её специально разводят в озёрах. С 1943 года появилась в Рыбинском водохранилище, попав туда из Белого озера по реке Шексна.

## Переславская ряпушка
Ряпушка из Плещеева озера входила в коронационный обед и в постное меню царского стола.
Плещеевская ряпушка изображена на официальном гербе Переславля-Залесского.